# Csujop állomás
Csujop (Juyeop) állomás a szöuli metró 3-as vonalának állomása Kjonggi (Gyeonggi) tartomány Kojang (Goyang) városában.

## Viszonylatok
| 3-as vonal                     | 3-as vonal             | 3-as vonal                                   |
| ------------------------------ | ---------------------- | -------------------------------------------- |
| Tehva (Daehwa) végállomás felé | Ilszan (Ilsan) szakasz | Csongbalszan (Jeongbalsan) Ogum (Ogeum) felé |